# Promajna
Promajna – wieś w Chorwacji, w żupanii splicko-dalmatyńskiej, w gminie Baška Voda. W 2011 roku liczyła 357 mieszkańców.
Jest położona pomiędzy Bratušem na wschodzie a Bašką Vodą na zachodzie. W całości leży poniżej Magistrali Adriatyckiej. Promajna powstała w XVII wieku jako osada rybaków i rolników. Dzięki długiej żwirkowo-kamienistej plaży rozwinął się tu sektor turystyczny, który obecnie obejmuje około tysiąc miejsc zarówno w hotelach, jak i u prywatnych gospodarzy.
W 1952 roku w miejscowości został nakręcony film pt. Hoja! Lero!. W 2000 roku zbudowano i poświęcono kościół pw. Wszystkich Świętych.